# Campionato Italiano Velocità Montagna
Il Campionato Italiano Velocità Montagna, noto anche come CIVM, è un campionato automobilistico organizzato dalla Commissione Sportiva Automobilistica Italiana, basato su una serie di cronoscalate.

## Regolamento
Il campionato Italiano, come il Campionato Europeo Montagna, prevede una serie di gare di velocità in salita, disputate su strade montane.
Il percorso non è dunque un circuito, ma si snoda da una valle fino alla vetta (o comunque a una certa altezza), di un monte o di un colle.
I partecipanti partono singolarmente, ad intervalli di tempo prefissati tra uno e l'altro, perciò non sono direttamente in competizione.
Vince chi percorre il tracciato nel minor tempo.
Anche se in passato partecipavano piloti che correvano in circuito in campionati internazionali, il campionato, come le cronoscalate in genere, è tipicamente una serie per piloti non professionisti, quindi per favorire la partecipazione le vetture ammesse sono estremamente varie: auto da turismo, prototipi e monoposto.

## Tappe
Le principali tappe del Campionato sono le seguenti:
| Gara                                          | Sede          |
| --------------------------------------------- | ------------- |
| Alghero-Scala Piccada                         | Alghero       |
| Trofeo Lodovico Scarfiotti Sarnano-Sassotetto | Sarnano       |
| Coppa Selva di Fasano                         | Fasano        |
| Trofeo Vallecamonica                          | Malegno       |
| Trento-Bondone                                | Trento        |
| Coppa Paolino Teodori                         | Ascoli Piceno |
| Rieti-Terminillo (Coppa Bruno Carotti)        | Rieti         |
| Trofeo Luigi Fagioli                          | Gubbio        |
| Alpe del Nevegal                              | Belluno       |
| Luzzi-Sambucina                               | Luzzi         |
| Monte Erice                                   | Erice         |
| Coppa Nissena                                 | Caltanissetta |
| Cronoscalata San Gregorio-Burcei              | Sinnai        |

## Albo d'oro recente
| Anno | Vincitore        | Vettura                                  | Gruppo-Classe |
| ---- | ---------------- | ---------------------------------------- | ------------- |
| 1993 | Mauro Nesti      | Lucchini P3/93-BMW                       | CN-3000       |
| 1994 | Fabio Danti      | Lucchini P3/94M-BMW Lucchini-Alfa Romeo  | CN-P1/P2      |
| 1995 | Pasquale Irlando | Osella PA20S-BMW Osella PA20S-Alfa Romeo | CN-P1/P2      |
| 1996 | Pasquale Irlando | Osella PA20S-BMW                         | CN-P1         |
| 1997 | Mirko Savoldi    | Lucchini-BMW                             | CN-P1/P2      |
| 1998 | Mario Faggioli   | Osella PA20S-BMW                         | CN-P2         |
| 1999 | Rosario Iaquinta | Osella PA20S-Alfa Romeo                  | CN-P2         |
| 2000 | Pasquale Irlando | Osella PA20S-BMW                         | CN-CN4        |
| 2001 | Franco Cinelli   | Osella PA20S-BMW                         | CN-CN4        |
| 2002 | Simone Faggioli  | Osella PA20S-BMW                         | CN-CN4        |
| 2003 | Simone Faggioli  | Osella PA20S-BMW                         | CN-CN4        |
| 2004 | Simone Faggioli  | Osella PA21S-Honda                       | CN-CN2        |
| 2005 | Denny Zardo      | Osella PA21S-Honda                       | CN-CN2        |
| 2006 | Simone Faggioli  | Osella PA21S-Honda                       | CN-2000       |
| 2007 | Simone Faggioli  | Osella PA21S-Honda                       | CN-2000       |
| 2008 | Denny Zardo      | Reynard-Mugen Formula Nippon Lola B99/50 | E2M-3000      |
| 2009 | David Baldi      | Lola B99/50 Osella FA30-Zytek            | E2M-3000      |
| 2010 | Simone Faggioli  | Osella FA30-Zytek                        | E2M-3000      |
| 2011 | Simone Faggioli  | Osella FA30-Zytek                        | E2M-3000      |
| 2012 | Simone Faggioli  | Osella FA30-Zytek                        | E2M-3000      |
| 2013 | Simone Faggioli  | Osella FA30-Zytek                        | E2M-3000      |
| 2014 | Simone Faggioli  | Norma M20FC-Zytek                        | E2B-3000      |
| 2015 | Simone Faggioli  | Norma M20FC-Zytek                        | E2B-3000      |
| 2016 | Simone Faggioli  | Norma M20FC-Zytek                        | E2SC-3000     |
| 2017 | Domenico Scola   | Osella FA30-Zytek                        | E2SS-3000     |
| 2018 | Christian Merli  | Osella FA30-Zytek                        | E2SS-3000     |
| 2019 | Simone Faggioli  | Norma M20FC-Zytek                        | E2SC-3000     |
| 2020 | Simone Faggioli  | Norma M20FC-Zytek                        | E2SC-3000     |
| 2021 | Simone Faggioli  | Norma M20FC-Zytek                        | E2SC-3000     |
| 2022 | Simone Faggioli  | Norma Bardhal M20FC                      | E2SC-3000     |

## Piloti con più vittorie[1]
| Pilota                 | Vittorie |
| ---------------------- | -------- |
| Mauro Nesti            | 205      |
| Ezio Baribbi           | 104      |
| Enrico Grimaldi        | 94       |
| Domenico Scola         | 88       |
| Pasquale Irlando       | 87       |
| Edoardo Lualdi Gabardi | 72       |
| Simone Faggioli        | 64       |
| Giovanni Cassibba      | 58       |
| Franco Cinelli         | 43       |